# Lãnh thổ tự trị Pakistan
Pakistan (tiếng Bengal: পাকিস্তান অধিরাজ্য pakistan ôdhirajyô; tiếng Urdu: مملکتِ پاکستان mumlikāt-ē pākistān), cũng gọi là Lãnh thổ tự trị Pakistan (tiếng Anh: Dominion of Pakistan), là một lãnh địa độc lập ở Nam Á được thành lập vào năm 1947 như là kết quả của phong trào Pakistan, tiếp theo là phân chia Ấn Độ thuộc Anh để tạo ra một quốc gia mới được gọi là Pakistan. Lãnh thổ tự trị, bao gồm phần lớn Pakistan và Bangladesh hiện đại, được hình thành theo học thuyết hai quốc gia là một quốc gia độc lập bao gồm các khu vực đa số Hồi giáo của Ấn Độ thuộc Anh trước đó.
Để bắt đầu, nó không bao gồm các thân vương quốc Pakistan, mà đã gia nhập từ từ năm 1947 đến năm 1948. Năm 1956 Pakistan bị chia cắt hành chính thành cánh phía tây có tên là Tây Pakistan, và tỉnh Đông Bengal được đổi tên thành Đông Pakistan. Năm 1971, Đông Pakistan rút khỏi liên hiệp để trở thành Bangladesh.

## Phân chia Ấn Độ thuộc Anh
Phần 1 của Đạo luật Độc lập Ấn Độ năm 1947 quy định rằng từ "ngày mười lăm tháng tám, năm một ngàn chín trăm bốn mươi bảy, hai lãnh thổ tự trị độc lập sẽ được thiết lập ở Ấn Độ, được biết đến tương ứng là Ấn Độ và Pakistan. "Lãnh thộ tự trị Ấn Độ sẽ chiếm giữ bảy mươi lăm phần trăm lãnh thổ tám mươi phần trăm dân số của Ấn Độ thuộc Anh và được Liên Hợp Quốc xem như quốc gia thừa kế của Ấn Độ thuộc Anh cũ. Vì nó đã là một thành viên của Liên Hợp Quốc, Ấn Độ tiếp tục giữ chỗ của mình ở đó và không áp dụng cho một thành viên mới. Tuy nhiên, Pakistan cần đăng ký tham gia. Nó được thừa nhận là một thành viên Liên Hợp Quốc vào ngày 30 tháng 9 năm 1947, một vài tuần sau khi độc lập. Quốc vương Vương quốc Anh đã trở thành nguyên thủ quốc gia của các lãnh địa tự trị mới, với Pakistan có chung một vị vua với Vương quốc Anh và các lãnh địa tự trị khác của Khối thịnh vượng chung Anh, nhưng vai trò hiến pháp của quốc vương Anh đã được giao cho Tổng đốc Pakistan, và hầu hết quyền lực thực sự cư trú với chính phủ mới do Jinnah đứng đầu.
Trước tháng 8 năm 1947, khoảng một nửa diện tích Pakistan ngày nay là một phần của Các tỉnh Ấn Độ thuộc Anh, trong đó các đại diện của quốc vương Anh là Hoàng đế Ấn Độ có toàn quyền, trong khi phần còn lại là một loạt các thân vương quốc Pakistan trong các liên minh với Anh, được hưởng chính quyền tự trị nội bộ. Người Anh đã từ bỏ các liên minh này vào tháng 8 năm 1947, khiến các thân vương quốc toàn độc lập, và giữa năm 1947 và 1948 các bang đều gia nhập Pakistan, trong khi vẫn giữ lại chính quyền tự trị trong nhiều năm.

## Lãnh thổ
Lãnh thổ tự trị bắt đầu như một liên bang của năm tỉnh: Đông Bengal (sau này trở thành Bangladesh), Tây Punjab, Balochistan, Sindh, và tỉnh biên giới Tây Bắc (NWFP). Mỗi tỉnh có thống đốc riêng, được Tổng thống Pakistan bổ nhiệm. Ngoài ra, trong năm sau, các bang chính của Pakistan, bao phủ một khu vực đáng kể của miền Tây Pakistan, gia nhập Pakistan. Các lãnh thổ này bao gồm Bahawalpur, Khairpur, Swat, Dir, Hunza, Chitral, Makran, và Khanate of Kalat.

### Đường Radcliffe
Giải Radcliffe gây tranh cãi, không được công bố cho đến ngày 17 tháng 8 năm 1947 đã chỉ định tuyến Radcliffe phân giới ranh giới giữa các phần của Ấn Độ Anh được phân bổ cho Ấn Độ và Pakistan. Ủy ban Ranh giới Radcliffe tìm cách tách riêng các khu vực đa số người Hồi giáo ở phía đông và tây bắc khỏi các khu vực có đa số người Hindu. Điều này kéo theo phân vùng của hai tỉnh của Anh không có đa số đồng nhất - Bengal và Punjab. Phần phía tây của Punjab đã trở thành tỉnh Punjab của Pakistan và phần phía đông trở thành bang Punjab của Ấn Độ. Bengal tương tự được chia thành Đông Bengal (ở Pakistan) và Tây Bengal (ở Ấn Độ).
Ủy ban Radcliffe không có quyền phân chia lãnh thổ của các bang chính của Ấn Độ.

## Elizabeth II trị vì
Trong thời gian đăng quang của Nữ hoàng Elizabeth II năm 1953, bà được trao vương miện của bảy quốc gia thịnh vượng chung, bao gồm Pakistan, mà vẫn là một lãnh thổ tự trị vào thời đó, trong khi Ấn Độ thì không, vì quyền thống trị Ấn Độ đã trở thành một nước cộng hòa theo hiến pháp Ấn Độ năm 1950.
Pakistan đã không còn là một lãnh thổ tự trị vào ngày 23 tháng 3 năm 1956 về việc thông qua hiến pháp cộng hòa. Tuy nhiên, Pakistan đã trở thành một nước cộng hòa trong Khối thịnh vượng chung.
Nữ hoàng đến thăm Pakistan với tư cách là người đứng đầu Khối thịnh vượng chung vào năm 1961 và 1997, cùng với Hoàng tử Philip, Công tước xứ Edinburgh.
Pakistan rời khỏi Khối thịnh vượng chung năm 1972 về vấn đề của tỉnh Đông Pakistan cũ trở nên độc lập với tên Bangladesh. Quốc gia này tái gia nhập vào năm 1989, sau đó bị đình chỉ Liên bang hai lần: trước tiên là từ ngày 18 tháng 10 năm 1999 đến ngày 22 tháng 5 năm 2004 và thứ hai từ ngày 22 tháng 11 năm 2007 đến ngày 22 tháng 5 năm 2008.

## Danh sách các vị vua
| Chân dung | Tên               | Ngày sinh            | Ngày mất                | Ngày đăng quang     | Ngày hết            | Relationship with Predecessor(s)                                    |
| --------- | ----------------- | -------------------- | ----------------------- | ------------------- | ------------------- | ------------------------------------------------------------------- |
|           | George VI của Anh | 14 tháng 12 năm 1895 | ngày 6 tháng 2 năm 1952 | 15 tháng 8 năm 1947 | 6 tháng 2 năm 1952  | Không có (vị trí được tạo). Hoàng đế của Ấn Độ trước khi phân vùng. |
|           | Elizabeth II      | 21 tháng 4 năm 1926  |                         | 6 tháng 2 năm 1952  | 23 tháng 3 năm 1956 | Con gái của George VI                                               |